# 13th Floor Elevators
13th Floor Elevators és un grup de rock psicodèlic, format a Texas l'any 1965.
Famosos pel seu ús de drogues psicodèliques com la LSD, el peyote, o la DMT, i per basar la seva música en les drogues. Les seves cançons tracten les drogues i l'experiència psicodèlica de manera directa, sigui incitant al seu ús, descrivint els efectes, o marcant les pautes per arribar a la il·luminació a través d'elles. Van tenir bastants problemes amb la policia a causa d'elles i va ser la causa de la separació el 1969.

## Formació
- Roky Erickson (cantant, guitarrista i compositor)
- Tommy Hall ("electric jug")
- Benny Thurman (baix)
- John Ike Walton (bateria)
- Stacy Sutherland (guitarra solista)
- Danny Thomas (2n bateria)
- Danny Galindo (baix, substitut de Benny Thurman el 1968)
- Powell St. John compositor.

## Discografia
- 1966: The psichodelic sounds of 13th floor elevators
- 1967: Eastern Everywhere
- 1968: Bull of the woods
- 1968: Live (no és en directe)

## Carreres solistes
Roky Erickson ha tingut una carrera en solitari, en moments brillants i d'altres no tant. Va durar des de la seva sortida de l'hospital el 1975 (per causa de la marihuana i drogues que prenia), lloc on va escriure moltes cançons, que al sortir d'allà va publicar amb diverses bandes i va aconseguir cert èxit. Va acabar la carrera cap als 80.